# Staufenbrücke
Staufenbrücke ist ein Gemeindeteil der Gemeinde Piding im oberbayerischen Landkreis Berchtesgadener Land.
Das Dorf ist von Bad Reichenhall nur durch die Saalach getrennt und ist von Piding selbst fast vollständig durch Auwälder abgeschottet.
Staufenbrücke war bis 1949 gemeindeunabhängig und gehörte zum Forstdistrikt Saalachau. Die Namensgebung rührt von der seit der ersten Hälfte des 13. Jahrhunderts hier am Fuße des Gebirgsstockes des Hochstaufens gelegenen Brücke über die Saalach.
Staufenbrücke war mit Bad Reichenhall für den Fußgänger- und Fahrradverkehr durch den sogenannten „Staufensteg“ über die Saalach verbunden. Er wurde 1957 aus Spannbeton errichtet und war ab Ende 2008 wegen Einsturzgefahr durch Korrosion an den Spanngliedern gesperrt. Im März 2009 wurde eine Behelfsbrücke aus Holz und Stahlträgern gebaut. Das Tragwerk der für 2010 an gleicher Stelle geplanten neuen Brücke besteht aus einem Stahlkastenträger mit aufgesetzter Stahlbetonplatte. Die neue Staufenbrücke wurde am 12. August 2011 offiziell ihrer Bestimmung übergeben.
Am nördlichen Rand des Siedlungsgebietes überqueren die Bundesstraße 20 sowie die Bahnstrecke Freilassing–Bad Reichenhall auf jeweils eigenen Brückenbauwerken die Saalach.
Staufenbrücke wird von den Stadtbuslinien der Stadtwerke bedient. Ab 2019 sollte an der Bahnstrecke auf Reichenhaller Seite der Haltepunkt Bad Reichenhall Nord eingerichtet werden.
Der am südöstlichen Ende des Staufenstegs gelegene Bad Reichenhaller Siedlungsbereich wird häufig mit dem Namen Staufenbrücke benannt, obwohl dieses Gebiet zum Bad Reichenhaller Ortsteil St. Zeno gehört.